# Traginops purpurops
Traginops purpurops is een vliegensoort uit de familie van de Odiniidae. De wetenschappelijke naam van de soort is voor het eerst geldig gepubliceerd in 1963 door George C. Steyskal.